# Dundee (Oregon)
Dundee (kiejtése: dʌndiː, korábban Ekins majd Dundee Junction) az Amerikai Egyesült Államok északnyugati részén, Oregon állam Yamhill megyéjében elhelyezkedő város. A 2020. évi népszámlálási adatok alapján 3238 lakosa van.

## Története
Névadója William Reid üzletember szülővárosa, a skóciai Dundee. Reid feladata az Oregonian Railway hálózatának bővítése volt; 1897-ben a település a Willamette folyón átívelő leendő vasúti hídra utalva felvette a Dundee Junction nevet. Mivel a híd soha nem épült meg, a „Junction” utótagot elhagyták.
Az 1881-ben megnyílt posta 1885-ben bezárt, majd 1887-ben nyílt újra.

## Közbiztonság
2005-ben a városi rendőrkapitányságot megszüntették, feladatait a newbergi kirendeltség vette át.

## Fordítás
- Ez a szócikk részben vagy egészben  a   Dundee, Oregon című angol Wikipédia-szócikk ezen változatának fordításán alapul.  Az eredeti cikk szerkesztőit annak laptörténete sorolja fel. Ez a jelzés csupán a megfogalmazás eredetét és a szerzői jogokat jelzi, nem szolgál a cikkben szereplő információk forrásmegjelöléseként.